# Delia, Kansas
Delia är en ort i Jackson County i Kansas. Vid 2010 års folkräkning hade Delia 169 invånare.